# Norman Madhoo
Norman Madhoo (* 9. April 1964 in Georgetown) ist ein guyanischer Dartspieler.

## Werdegang
Madhoo konnte bereits dreimal (2003, 2009 und 2010) das Caribbean and South American Masters gewinnen. Durch diese drei Siege qualifizierte er sich dreimal (2004, 2010 und 2011) für die PDC-Weltmeisterschaft in London. Durch den Sieg bei der neu geschaffenen CDLC-Tour für Lateinamerika und die Karibik 2023 qualifizierte er sich ein viertes Mal für die PDC-Weltmeisterschaft.
Bei seinen ersten drei Vorrundenteilnahmen scheiterte er jedoch und konnte bei keiner Teilnahme einen Sieg einfahren. Im Jahr 2004 verlor Madhoo 1:3 gegen den Engländer Steve Smith, 2010 scheiterte Madhoo mit 2:4 am Kanadier Ken MacNeil. Bei seiner Teilnahme 2011 verlor Madhoo mit 3:4 gegen den Südafrikaner Devon Petersen.
Seitdem gewann Madhoo 2014 das Cherry Bomb International gegen den US-Amerikaner Randy Wornstaff. Im gleichen Jahr zog er ins Achtelfinale des WDF Americas Cup ein.
Im Mai 2023 gewann Madhoo zusammen mit Sudesh Fitzgerald den Latin America Qualifier für den World Cup of Darts 2023, an dem Teams aus dem Lateinamerikanischen Raum und aus der Karibik teilnahmen. Guyana gab somit beim World Cup of Darts sein Debüt. Gegen Gibraltar und Australien unterlag das Duo jedoch beide Male.
Bei der PDC-Weltmeisterschaft, an der er zum vierten Mal teilnahm, scheiterte er 2024 in Runde eins an Jim Williams. Im Januar darauf war Madhoo bei den Las Vegas Open dabei und spielte sich unter die letzten 64.

## Weltmeisterschaftsresultate

### PDC
- 2004: 1. Runde (1:3-legs-Niederlage gegen  Steve Smith)
- 2010: Vorrunde (2:4-legs-Niederlage gegen  Ken MacNeil)
- 2011: Vorrunde (3:4-legs-Niederlage gegen  Devon Petersen)
- 2024: 1. Runde (0:3-sets-Niederlage gegen  Jim Williams)